# جورج هاردي (نقابي)
جورج هاردي (بالإنجليزية: George Hardy)‏ هو نقابي أمريكي، ولد في 15 ديسمبر 1911 في شمال فانكوفر ‏ في كندا، وتوفي في 13 سبتمبر 1990 في سان فرانسيسكو في الولايات المتحدة.